# Villa Nicolás Bravo
Villa Nicolás Bravo es una localidad de México localizada en el municipio de Ajuchitlán del Progreso, en la región de la Tierra Caliente en el estado de Guerrero. Es famosa por sus fiestas en el mes de septiembre en honor a San Nicolás de Tolentino y a la Independencia de México. Desde el año 2008, los habitantes han manifestado su anhelo de convertir esta comunidad en la cabecera municipal del décimo municipio de la Tierra Caliente. De lograrse este proyecto, el nuevo municipio se formaría principalmente con 35 comunidades que actualmente pertenecen al municipio de Ajuchitlán del Progreso. Dos municipios, Tlapehuala y Pungarabato, han apoyado este proyecto.

## Origen del Nombre
En 1932, se le dio el nombre de “El Potrero” porque, según los primeros pobladores, el lugar estaba habitado predominantemente por animales (vacas, caballos, burros, etc.). La población era solo una cuarta parte de lo que es hoy en día. Tiempo después, a finales del año 1945, se le cambió el nombre a “Villa Nicolás Bravo” en honor a Nicolás Bravo y debido a que el pueblo se encuentra a las orillas del río Balsas.

## Localización
Está localizada en el Municipio de Ajuchitlán del Progreso. Colinda al noroeste con la comunidad de Corral Falso, al suroeste con las comunidades de Las Anoncón y el municipio de Tlapehuala. Es de gran importancia en el municipio, ya que sirve de paso para las ciudades de Coyuca de Catalán, Altamirano y Tlapehuala.

## Hidrografía
La comunidad esta irrigada por el río Balsas, así como por los arroyos de las Anonitas y San Felipe.

## Orografía
El municipio está compuesto por tres tipos de relieve: las zonas accidentadas que abarcan el 55% del territorio municipal, las zonas semiplanas que tienen el 15% y las zonas planas que poseen el 30%.
Entre sus principales elevaciones se mencionan los cerros El Grande, El Balcón, Los Corrales, La Tentación, Guarniba, Horcón, Guajolote y El Águila.

## Población
Según los datos que arrojó el II Censo de Población y Vivienda realizado por el Instituto Nacional de Estadística y Geografía (INEGI) con fecha censal del 12 de junio de 2010, la localidad de Villa Nicolás Bravo contaba hasta ese año con un total de 2601 habitantes, de dicha cantidad, 1195 eran hombres y 1406 eran mujeres.

### Educación
La localidad cuenta con escuelas públicas que benefician no solo a los jóvenes de dicha comunidad, si no a muchos otros provenientes de las comunidades vecinas del municipio.
Escuelas en la localidad de Villa Nicolás Bravo:
Jardín de Niños "Belisario Domínguez"
Esc. Primaria Federal Emiliano Zapata
Esc. Primaria Federal José Vasconcelos
Esc. Primaria Estatal Miguel Hidalgo (Esta fue la primera escuela fundada en la localidad)
Esc. Secundaria Técnica nº 115
Colegio de Bachilleres Plantel nº 30

### Economía
La economía se basa principalmente en las remesas enviadas desde Estados Unidos, así como los comercios locales, la agricultura y ganadería.

### Servicios
La localidad cuenta con servicio de agua potable, electricidad, teléfono, servicio de gas a domicilio y cable.
Cuenta también con un sistema de transportes hacia los principales centros comerciales en la región.
Existe un Centro de Salud de la Secretaría de Salud Pública, así como varios consultorios médicos privados.

## Historia
Como parte de la guerra de Independencia, Ajuchitlán, vivió gran parte de las acciones militares de los insurgentes; en la iglesia del pueblo, utilizada como cárcel, estuvieron presos, entre otros, Sixto Verdusco, Ignacio González Rayón y el general Nicolás Bravo, a quienes liberó el General don Vicente Guerrero.
En 1811, al crearse la provincia de Tecpán, el general José María Morelos se trasladó a Ajuchitlán, y quedó integrado a ella; asimismo fue incorporada a la Capitanía General del sur instituida por Iturbide al consumarse la Independencia; en 1833 la población sufrió una epidemia conocida como cólera que causó muchas muertes.
Al crearse el estado de Guerrero en 1850 la villa de Ajuchitlán fue la primera cabecera de distrito judicial de Mina, categoría que perdió en época de la Reforma, debido a un ataque de las fuerzas conservadoras que las destruyó legalmente. Fue elegida como villa y cabecera municipal el 29 de junio de 1871.

## Fiestas y tradiciones
En la localidad existen varias costumbres.
En el mes de septiembre realizan una feria en honor a San Nicolás Tolentino. La fiesta comienza el día 1 de septiembre con la visitas de las comunidades pertenecientes a la parroquia. Los barrios del pueblo se turnan para ofrecer alimentos a los visitantes. También durante esta fiesta se realizan los Ramilletes florales, que son una bola hecha de una rama de un árbol especial y que se adorna con flores, dulces y galletas, en la casa de la Muchacha Mayor para llevarla en peregrinación para que sirva de adorno en el templo. Otra de las tradiciones más esperadas es la toreada. en la cual el toro que va utilizarse para alimentar a los visitantes el día 10 de septiembre es presentado ante el templo, las Guananchas le tiran, dulces, pan, galletas y fruta que son aprovechadas por los asistentes. También la guanancha le otorga al Mayordomo «La cuelga», que es un lazo con fruta, pan, refrescos y algunas veces cervezas, esto es para gratificar por su labor al templo y a la comunidad. Al siguiente dia la gente se lleva a casa de los mayordomos para comer, en este mismo día en cuando se nota la presencia de muchas más personas de otros lugares que vienen con fe a ver al Santo Patrón, el mismo día por la noche se lleva a cabo la quema de toritos artificiales y castillos. Y para el gran cierre de la fiesta patronal se lleva también a cabo un grandioso baile donde amenizan grupos de la misma tierra caliente.
El día 16 de septiembre se lleva a cabo el desfile cívico para conmemorar el Inicio de Independencia de México, anteriormente en la tarde es llevado a cabo el paseo de las chicas locas, hombres disfrazados de mujeres, se paseaban por el pueblo acompañados por la música de viento y la tambora bailando y repartiendo besos a todo aquel descuidado que encontrarán en su camino.
Diez días de jaripeos se celebran en la comunidad del 17 al 27 de septiembre con los cuales culmina el mes de fiestas.
Otra tradición muy sobresaliente es la forma de celebrar los casamientos. Se celebra durante tres días, el primer día previo se va el novio al arroyo más cercano acompañado de la música de viento en esa pequeña fiesta previa sólo asiste la familia del novio. Al día siguiente se lleva a cabo la boda como tal, salen de la iglesia y se van a la casa del novio donde sólo asisten la familia del novio e invitados suyos, mientras tanto en la casa de la novia se realiza al mismo tiempo otra fiesta, en donde elaboran la tradicional atole hacen una gran cantidad para llevarla a la fiesta en casa del novio acompañados de la música de viento. Sólo entregan el atole, que será repartida entre sus invitados, y se retiran nuevamente a la casa de la novia.
Al día siguiente el novio tiene la obligación de realizar un tercer día de fiesta ahora exclusivamente para la familia de la novia, se le llama la "pancita" ya que ese es el platillo principal. Con este último día se da por culminada la ceremonia de casamiento.